# Capitato
Il capitato (o grande osso) è un osso breve, il più grande tra le ossa del carpo. Il suo nome deriva dal fatto che, unico tra le ossa del carpo, permette di individuare un capo, un collo ed un corpo. Tale distinzione risulta particolarmente evidente sulla superficie posteriore dove il collo risulta formato da una distinta doccia che separa il corpo dal capo.
Il capitato si pone nella fila distale delle ossa del carpo fra il trapezoide e l'uncinato, coi quali instaura due artrodie. Si articola inoltre prossimalmente con navicolare e semilunare e distalmente con secondo, terzo e quarto osso metacarpale.

## Descrizione
L'osso capitato ha forma irregolarmente cubica, particolarmente allungata in senso prossimo-distale, offrendo alla descrizione una porzione prossimale di forma arrotondata, detta testa o capo del capitato, una porzione distale più voluminoso, detta corpo del capitato, ed una porzione intermedia, che costituisce il collo del capitato. Si descrivono nel capitato sei facce, delle quali una prossimale, una distale una mediale, una laterale, una dorsale ed una palmare.
La faccia prossimale dell'osso capitato, costituita dalla superficie prossimale della testa del capitato, presenta una superficie articolare convessa e rivestita di cartilagine mediante la quale il capitato si articola col semilunare e che costituisce la superficie articolare semilunare del capitato.
La superficie mediale presenta una superficie articolare piatta, continua su testa, collo e corpo del capitato, detta superficie articolare uncinata del capitato. Rivestita di cartilagine, questa superficie articolare stabilisce una artrodia con l'osso uncinato.
La superficie laterale presenta invece due faccette articolari continue delle quali una prossimale, posta sulla superficie laterale della testa e del collo del capitato, costituisce la faccetta articolare navicolare del semilunare mediante la quale il capitato stabilisce un'artrodia col navicolare, ed una distale, posta sulla superficie laterale del corpo del capitato, costituisce le faccetta articolare trapezoidea del capitato mediante la quale il capitato si articola col trapezoide.
Le superfici articolari delle facce mediale, prossimale e laterale, tra loro continue, contribuiscono tutte a formare parte dell'articolazione mediocarpale e delle articolazioni intercarpali dell'articolazione mediocarpale.
La superficie distale, posta sulla superficie distale del corpo del capitato, presenta poi tre superfici articolari metacarpali continue e rivestite di cartilagine, delle quali una laterale, una mediale ed una intermedia. Di queste quella intermedia, più ampia, si articola col terzo osso metacarpale mentre quella mediale e quella laterale, più piccole, contribuiscono, assieme alla superficie articolare metacarpale laterale dell'osso uncinato ed alla superficie articolare metacarpale del trapezoide, a formare le cavità glenoidee rispettivamente per il quarto ed il secondo osso metacarpale nell'articolazione carpo-metacarpale mediale.
Infine le superfici palmare e dorsale del capitato offrono attacco ai legamenti mediocarpali  capitato-semilunari e capitato-navicolari, ai legamenti intercarpali capitato-trapezoidei e capitato-uncinati ed ai legamenti carpo-metacarpali dell'articolazione carpo-metacarpale mediale.